# Edge of Sanity
Edge of Sanity fue un grupo sueco de death metal, han sido los pioneros, junto con otras bandas como Death, Opeth, Cynic y Atheist en combinar death metal con rock progresivo.

## Historia
Edge of Sanity se puso a sí mismo como un grupo sólido de death metal con la salida de su álbum Nothing But Death Remains, pero su segundo álbum Unorthodox, con canciones como "Enigma" y "When All Is Said," los mostraba yéndose de las raíces del death metal.The Spectral Sorrows, Until Eternity Ends, y Purgatory Afterglow continuaron con el mismo estilo, y para la salida del álbum Crimson de 1996 fue prácticamente puro metal progresivo. Crimson fue una sola canción de 40 minutos que tenía como tema un futuro postapocalíptico donde el hombre había perdido la habilidad de procrear. Después de otro álbum, Infernal, el vocalista/guitarrista/compositor Dan Swanö abandonó el grupo y su partida estuvo asociada con la pérdida de calidad del grupo y una fuerte decaída. Swanö fue reemplazado por Robert Karlsson, el vocalista de Pan.Thy.Monium (un proyecto aparte en el cual Swanö también estaba incluido), pero después de otro álbum Cryptic, se separaría la banda.

En el 2003, Swanö empezó de nuevo el grupo pero él solo (con varios músicos ayudantes) y grabó la segunda parte de Crimson, llamada Crimson II. Inmediatamente después se volvió a separar la "banda".

## Miembros
- Dan Swanö - Voces, Guitarra, Sintetizador (1991-1997, 2003)
- Andreas Axelsson - Guitarra (desde 1991)
- Sami Nerberg - Guitarra (desde 1991)
- Anders Lindberg - Bajo (desde 1991)
- Benny Larsson - Batería (desde 1991)
- Robert Karlsson - Voces (desde 1997)

## Discografía
- (1991) Nothing But Death Remains
- (1992) Unorthodox
- (1993) The Spectral Sorrows
- (1994) Until Eternity Ends
- (1994) Purgatory Afterglow
- (1996) Crimson
- (1997) Infernal
- (1997) Cryptic
- (1999) Evolution (compilación de canciones inéditas)
- (2003) Crimson II
- (2006) When All Is Said (compilación de "lo mejor de")